# 쿠엔틴 리
쿠엔틴 리(Quentin Lee, 1971년 1월 1일 ~ )는 캐나다의 영화 감독, 소설가, 배우, 각본가, 촬영 감독이다.
홍콩에서 태어났다.

## 영화
- 디 언비든 (2016년)
- 오퍼레이션 메리지 (2014년)
- 화이트 프로그 (2012년)
- 어 우먼 네임드 캐년 샘 (2011년)
- 투데이 해즈 빈 위어드 (2011년)
- 리틀 러브 (2010년)
- 더 피플 아이브 슬렙 위드 (2009년)
- 0506HK (2007년)
- 에단 마오 (2004년)
- 드리프트 (2000년)
- 쇼핑 포 팽스 (1997년)